# Wizard of New Zealand
Wizard of New Zealand (także: The Wizard; Wizard The; pol. Czarodziej z Nowej Zelandii; wcześniej: Ian Brackenbury Channell; ur. 4 grudnia 1932 w Londynie) – brytyjsko-nowozelandzki magik, komik, polityk, edukator, performer i aktywista; ogłoszony przez Radę Dyrektorów Galerii Sztuki w Nowej Zelandii żywym dziełem sztuki.

## Życiorys
Wizard of New Zealand urodził się jako Ian Brackenbury Channell w Londynie. Uczył się w  Framlingham College w Suffolk, a w latach 1945–1951 w Bromley Grammar School for Boys  (obecnie: Ravensbourne School). W latach 1951–1953 służył w królewskich Siłach Powietrznych. W latach 1954–1958 pracował w Londynie w branży papierniczej. Okres między 1958 a 1960 spędził, podróżując po Środkowym Wschodzie i ucząc w Teheranie.
W latach 1960–1963 studiował na  Uniwersytecie w Leeds: studia zakończył dyplomami  z psychologii i socjologii; jako student w Leeds był członkiem zespołu uniwersyteckiego Challenge. Następnie koordynował program artystyczny na  Uniwersytecie Australii Zachodniej. W 1967 roku dołączył do kadry nauczycielskiej nowo otwartej School of Sociology na Uniwersytecie Nowej Południowej Walii w Sydney.
Aktywnie działał w protestach studenckich tego okresu: utworzył studencką grupę The Blackguards i sformułował plan reformatorski ALF (Action for Love and Freedom). Wdrażał go jako „Fun Revolution”. Protestował także przeciw wojnie w Wietnamie, organizując widowiskowe, bezkrwawe bitwy na terenie kampusu. Protestował przeciw kapitalizmowi i różnym formom nazizmu: założył w tym celu Partię Konserwatywną Brytyjskiego Imperium.
Mając poważne trudności finansowe, przekonał Uniwersytet w Melbourne, by przyjęto jego osobę jako nieopłacanego „Kosmologa, Żywe Dzieło Sztuki i Szamana” i użyczono mu sali na wykłady. W 1974 r. wyemigrował do Christchurch.
W 1982 r. Stowarzyszenie Dyrektorów Galerii Sztuki w Nowej Zelandii wydało oświadczenie, że ich zdaniem The Wizard jest autentycznym żywym dziełem sztuki, a rada miasta mianowała go „Czarodziejem z Christchurch”. W 1990 roku premier Nowej Zelandii, Mike Moore, mianował go oficjalnym „Czarodziejem Nowej Zelandii”.
W 1992 Ministerstwo Transportu wydało specjalną zgodę na używanie przez Czarodzieja specjalnego prawa jazdy z danymi dla: The Wizard. W tym samym czasie wydano mu oficjalny paszport wystawiony na: The Wizard of New Zealand.
W 1998 wydał autobiografię My Life as a Miracle.

### Nowa mapa świata
Stosując metodę projektowania Hobo-Dyera i kierując się kosmologią swojego autorstwa, w 1972 zaprojektował (i uzasadnił celowość działania) nową mapę świata. W świecie Inside-Out Antarktyka i Południe, a więc i Nowa Zelandia oraz Australia były tu widoczne na górze mapy.

### Publiczne wystąpienia

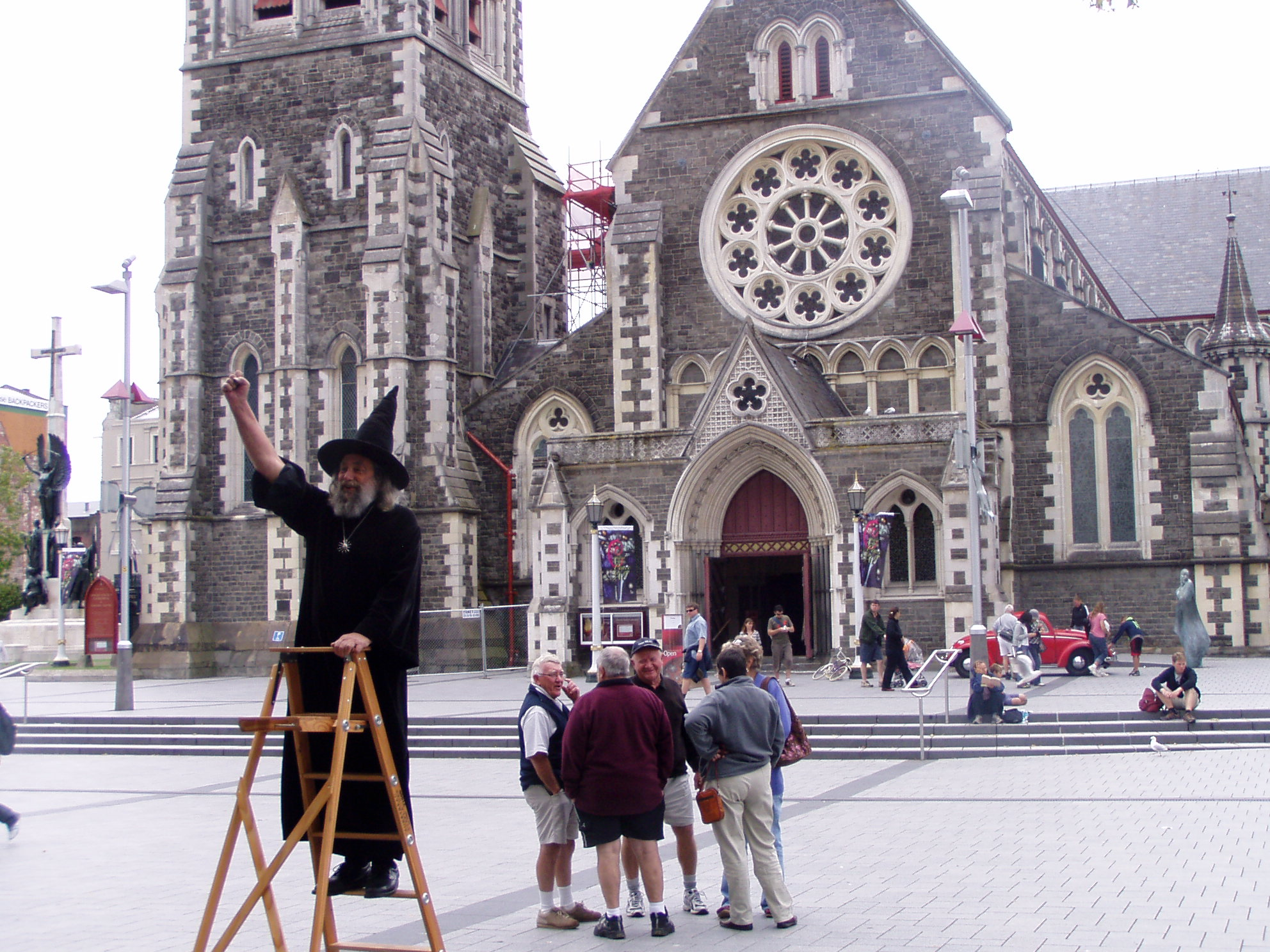
The Wizard przemawia w 2007 r.

W 1974 roku The Wizard zaczął przemawiać - na wzór mówców z Hyde Park – stojąc na drabinie ustawionej na Placu Katedralnym w Chirstchurch. Rada miasta próbowała go aresztować, jednak stał się tak popularny, że zmieniono status placu na miejsce dozwolone do wystąpień publicznych. W stroju fałszywego proroka Kościoła anglikańskiego lub nakładając spiczasty kapelusz czarodzieja, codziennie przemawiał tam latem w porze lunchu. Inne jego performerskie akcje w tym czasie obejmowały m.in.: kampanię przeciw firmie Telecom, której zalecał zmianę koloru budek telefonicznych z niebieskich na czerwony (by w ten sposób uczcić Imperium brytyjskie), zaklinanie dobrego wyniku w meczu rugby dla lokalnej drużyny czy taniec deszczu (np. na terenach Outback).
Rada Miasta Christchurch przyznała mu skromne roczne honorarium. Artystę wspierała finansowo także jego narzeczona Alice Flett.

#### The Hatching
We wrześniu 1995 roku, z pomocą burmistrz Vicki Buck,The Wizard zorganizował zlot czarodziejów. W wieży uniwersyteckiej biblioteki w Canterbury, na 11 piętrze uwito gniazdo według projektu Fiony Gunn, wykładowczyni sztuki z Uniwersytetu w Canterbury i jej studentów.  Z jaja (wyrzeźbionego przez artystów Wayne’a Eversona i Dmitri Frosta) umieszczonego w gnieździe miał wykluć się nowozelandzki czarodziej. Narodzinom towarzyszyły radosne położne (wśród nich: burmistrz miasta) i pierwszy krzyk nowonarodzonego czarodzieja. Następnie bohater wydarzenia zstąpił z Port Hills, niosąc - na wzór biblijnego Mojżesza - tablice. Na nich widniał adres oficjalnej strony internetowej Czarodzieja. Performance The Hatching otwierał retrospektywną wystawę „The Living Work of Art" i miało uczcić 25. rocznicę przybycia artysty do Christchurch.

### XXI wiek

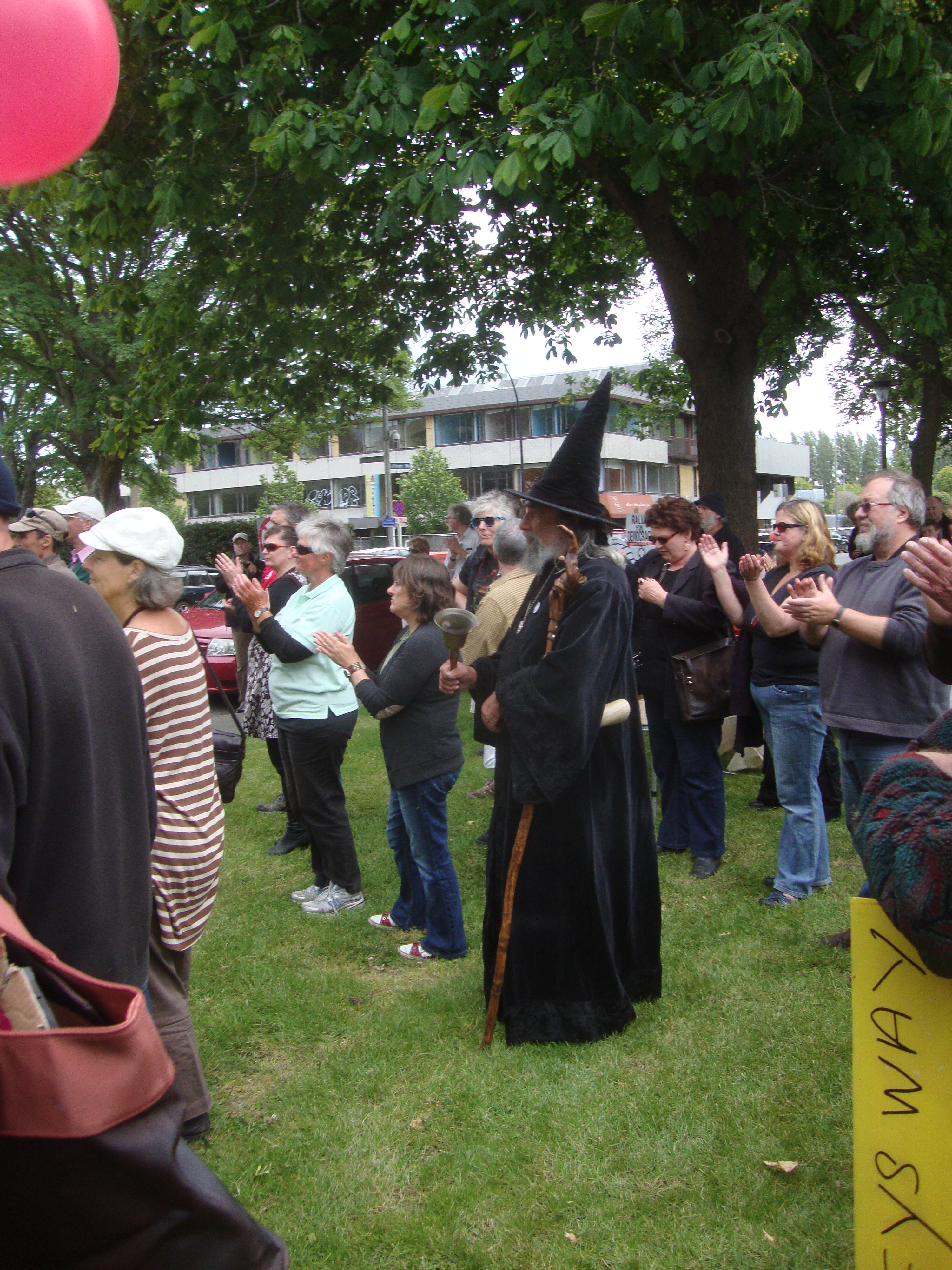
The Wizard podczas protestu w 2012 r.

8 września 2003 duży, drewniany dom, w którym mieszkał The Wizard został podpalony. Nikomu nic się nie stało, ale kolekcja książek i filmów zginęła w pożarze. Również samodzielnie przez performera złożony z połówek Garbusa pojazd „Wizardmobile”, został zniszczony przez sprawców ataku. W 2005 roku przeprowadził się do Oamaru, gdzie m.in. rok później podczas otwarcia nowego lotniska, rzucał zaklęcia na rozproszenie panującej mgły.
W 2009 roku, podczas królewskich obchodów Birthday Honours, artystę odznaczono Medalem Służby Królowej.
Po trzęsieniu ziemi 2011 roku, The Wizard chciał przejść na emeryturę i opuścić Christchurch, by przeprowadzić się do Oamaru. W jego opinii miasto, które kochał, zniknęło i pewna epoka się także skończyła. Jednak, gdy Canterbury Earthquake Recovery Authority (CERA) i biskup kościoła anglikańskiego zdecydowali, że ruiny zniszczonej katedry zostaną rozebrane i usunięte, artysta wrócił i rozpoczął protest przeciw tym planom.

## Filmy
The Wizard of New Zealand QSM to film Granta Johna Neville'a i Karlosa Filipova. Dokument zawiera wywiady z The Wizard, także Mike Moore wypowiada się do kamery i wiele innychj osób. Film otrzymał nagrodę dla najlepszego filmu krótkometrażowego na Międzynarodowym Festiwalu Filmowym w Pekinie w 2010 r. oraz dla najlepszego filmu w kategorii „Real People” na festiwalu Official Best of Fest 2010.
Z kolei film The Wizard and the Commodore - Wyspy Chathams / Nowa Zelandia, w reżyserii Samuela A. Millera  rejestruje podróż z Czarodziejem Nowej Zelandii na Wyspy Chatham. Premiera filmu odbyła się w Christchurch, 26 sierpnia 2016 roku.